# Palácio Foz
O Palácio da Foz, antigamente Palácio Castelo Melhor, é um palácio localizado na Praça dos Restauradores, junto à Baixa de Lisboa, Portugal. Com a sua construção iniciada no século XVIII, após aquisição da propriedade localizada na zona por parte dos Marqueses de Castelo Melhor (na altura Conde). Ao longo dos séculos, o palácio seria modificado e restaurado várias vezes, passando pelas mãos de várias pessoas e entidades, como o Marquês da Foz e várias secretarias do governo. Atualmente, o Palácio é propriedade da Secretaria-Geral da Presidência do Conselho de Ministros, com várias instituições privadas e públicas tendo suas sedes e exposições no espaço.

## História
A sua construção inicial deu-se após a aquisição do terreno em 1711 por parte do Conde de Castelo Melhor, onde se localizava uma capela construída por Manuel de Castro no século 16. Com o terramoto de 1755, que destruiu várias partes da Baixa de Lisboa e afetou várias partes costeiras do país, o Palácio ficou gravemente danificado, com obras para a construção de um novo palácio sendo ordenadas. Com alguns contratempos (como a morte do 1.º Marquês de Castelo Melhor em 1769), novas fase de obras sobre o palácio foram ordenadas em 1792 (por ordem do 2º Marquês de Castelo Melhor e organizada pelo Arquiteto Francisco Xavier Fabri) e 1845 (por ordem do 4º Marquês de Castelo Melhor e recomendada pela Câmara Municipal de Lisboa), acabando em 1858.
Em 1889, o 1.º Marquês da Foz, Tristão Guedes Correia de Queirós, aquisita o Palácio, que iniciou uma série de modificações ao palácio, contratando o Arquiteto José António Gaspar para as realizar. O palácio acabaria por ser hipotecado pelo Crédito Predial. Entre 1910 e 1939, o palácio foi sede de vários estabelecimentos, como o restaurante "A Abadia", a "Pastelaria Foz" e o salão cinematográfico "Central". Em 1940, o Governo Português aquisitaria o edifício, despejando os seus vários inquilinos, utilizando o edifício como sede do Secretariado de Propaganda Nacional. Com a revolução de 25 de abril de 1974 e a extinção de várias instituições do Estado Novo, incluindo o SPN (que em 1968 foi transformado na Secretaria de Estado da Informação e Turismo - SEIT), com o Instituto da Comunicação Social instalando-se no local.
Atualmente, o edifício é espaço de várias instituições privadas e públicas, como a Cinemateca Júnior, o Museu Nacional do Desporto e a Associação de Turismo de Lisboa. Obras de reabilitação iniciadas em 2023 estão projetadas para continuar até 2025, devido a complexidade da mesma.

## Ligações Externas
- Palácio da Foz - base de dados da Direção-Geral do Património Cultural
- Palácio Castelo Melhor/Palácio da Foz - na base de dados da SIPA da Direção-Geral do Património Cultural
- Coleções de Arte em Portugal e Brasil nos séculos XIX e XX. Coleções Reais e Coleções Oficias,